# Morten Søborg
Morten Søborg (* 18. August 1964) ist ein dänischer Kameramann, der für seinen „dunklen und rohen Stil“ bekannt ist und häufig mit Susanne Bier und Nicolas Winding Refn zusammenarbeitet. Bekannte Filme sind In einer besseren Welt (2010), der einen Oscar als Bester fremdsprachiger Film gewann, sowie Nach der Hochzeit (2006), der ebenfalls für einen Oscar nominiert wurde.

## Leben
Nach seinem Studium an der Den Danske Filmskole von 1985 bis 1989 wurde Søborg relativ schnell leitender Kameramann. War er 1988 bei der Filmkomödie Jydekompagniet noch Kameraassistent, war er bereits 1990 leitender Kameramann bei dem Film Casanova. Neben seiner Tätigkeit als Kameramann übernahm Søborg erstaunlicherweise weiterhin Assistenzen unterschiedlichster Produktionen.
Mit sechs Nominierungen ist Søborg einer der am häufigsten für den dänischen Filmpreis Robert nominierten Kameramänner, ohne den Preis bisher gewinnen zu können. 2005 gewann er jedoch einen Bodil, neben dem Robert der zweitwichtigste dänische Filmpreis, als bester Kameramann.
Mit der dänischen Regisseurin Susanne Bier verbindet Søborg seit 2000 mit Livet är en schlager eine langjährige Zusammenarbeit. So war er nicht nur Kameraassistent bei Eine neue Chance, sondern auch Kameramann in Open Hearts, Brothers – Zwischen Brüdern und dem mit dem Oscar für den Besten fremdsprachigen Film ausgezeichneten In einer besseren Welt. Aktuell ist der Film Serena in den Kinos zu sehen.

## Filmografie (Auswahl)
- 1988: Jydekompagniet (Kameraassistent)
- 1990: Casanova
- 1996: Pusher
- 1997: Das Auge des Adlers (Ørnens øje) (Kameraassistent)
- 1999: Bleeder
- 1999: In China essen sie Hunde (I Kina spiser de hunde)
- 2000: Fruen på Hamre
- 2000: Livet är en schlager
- 2002: Für immer und ewig (Elsker Dig For Evigt)
- 2003: Regel nr. 1
- 2004: Brothers – Zwischen Brüdern (Brødre)
- 2004: Niceland (Population. 1.000.002) (Næsland)
- 2004: Pusher II: Respect (Pusher II)
- 2005: Pusher 3
- 2006: Nach der Hochzeit (Efter brylluppet)
- 2007: Eine neue Chance (Things We Lost in the Fire)
- 2007: WΔZ – Welche Qualen erträgst du? (WΔZ)
- 2008: Was niemand weiß (Det som ingen ved)
- 2009: Walhalla Rising (Valhalla Rising)
- 2010: In einer besseren Welt (Hævnen)
- 2011: Sons of Norway (Sønner av Norge)
- 2012: Operation Zucker
- 2012: Love Is All You Need
- 2014: Serena
- 2019: Preis der Freiheit (Fernseh-Dreiteiler)
- 2019: The Love Europe Project
- 2022: Katharina Tempel: Was wir verbergen
- 2024: Katharina Tempel: Was wir fürchten

## Auszeichnungen
| - Robert - 2000: Beste Kamera - Bleeder (nominiert) - 2001: Beste Kamera - Fruen på Hamre (nominiert) - 2004: Beste Kamera - Regel nr. 1 (nominiert) - 2005: Beste Kamera - Pusher II (nominiert) - 2007: Beste Kamera - Nach der Hochzeit (nominiert) - 2009: Beste Kamera - Was niemand weiß (nominiert) | - Bodil - 2005: Cinematographer Award |